# День прямого действия
День прямо́го де́йствия (англ. Direct Action Day) — серия массовых беспорядков и многочисленных жертв, произошедшая 16 августа 1946 года в Калькутте, провинция Бенгалия в Британской Индии.
В 1940-е годы двумя доминирующими политическими силами в Британской Индии становятся Мусульманская лига и Индийский национальный конгресс. В 1946 году британские власти принимают план по предоставлению Индии независимости, однако Мусульманская лига предлагает план раздела на два государства — индуистскую Индию и мусульманский Пакистан. Конгресс отверг это предложение, и Мусульманская лига назначила на 16 августа всеобщую забастовку (хартал).
Конфессиональная картина Бенгалии в 1946 году была сложной. 56 % населения составляли мусульмане, против 42 % индусов, и были сконцентрированы в основном в восточной части. В 1935 году в ходе выборов к власти в Бенгалии приходит Мусульманская лига, встретившая сильное сопротивление Конгресса и индуистской националистической партии Хинду Махасабха. Последняя финансировалась богатой общиной Марвари, состоявшей из мигрантов из Раджастана, доминировавшей в экономике Калькутты и Бенгалии в целом. В самой Калькутте население разделялось на 73 % индуистов и 23 % мусульман; отношения между ними были крайне враждебными.

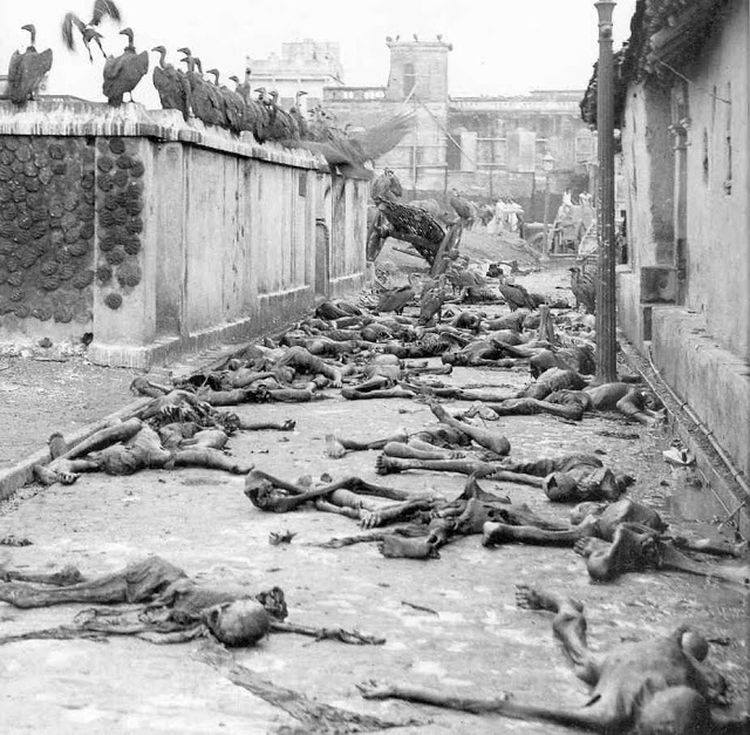
Трупы на улице Калькутты. Август 1946 года.

Такие обстоятельства привели к тому, что забастовка переросла в массовые беспорядки. В течение 72 часов не менее 4 тысяч жителей Калькутты погибли и 100 тысяч остались без крыши над головой. Насилие в Калькутте способствовало также бунтам в окружавших районах. Эти события послужили началом для дальнейшего раздела Британской Индии.